# Daorsi

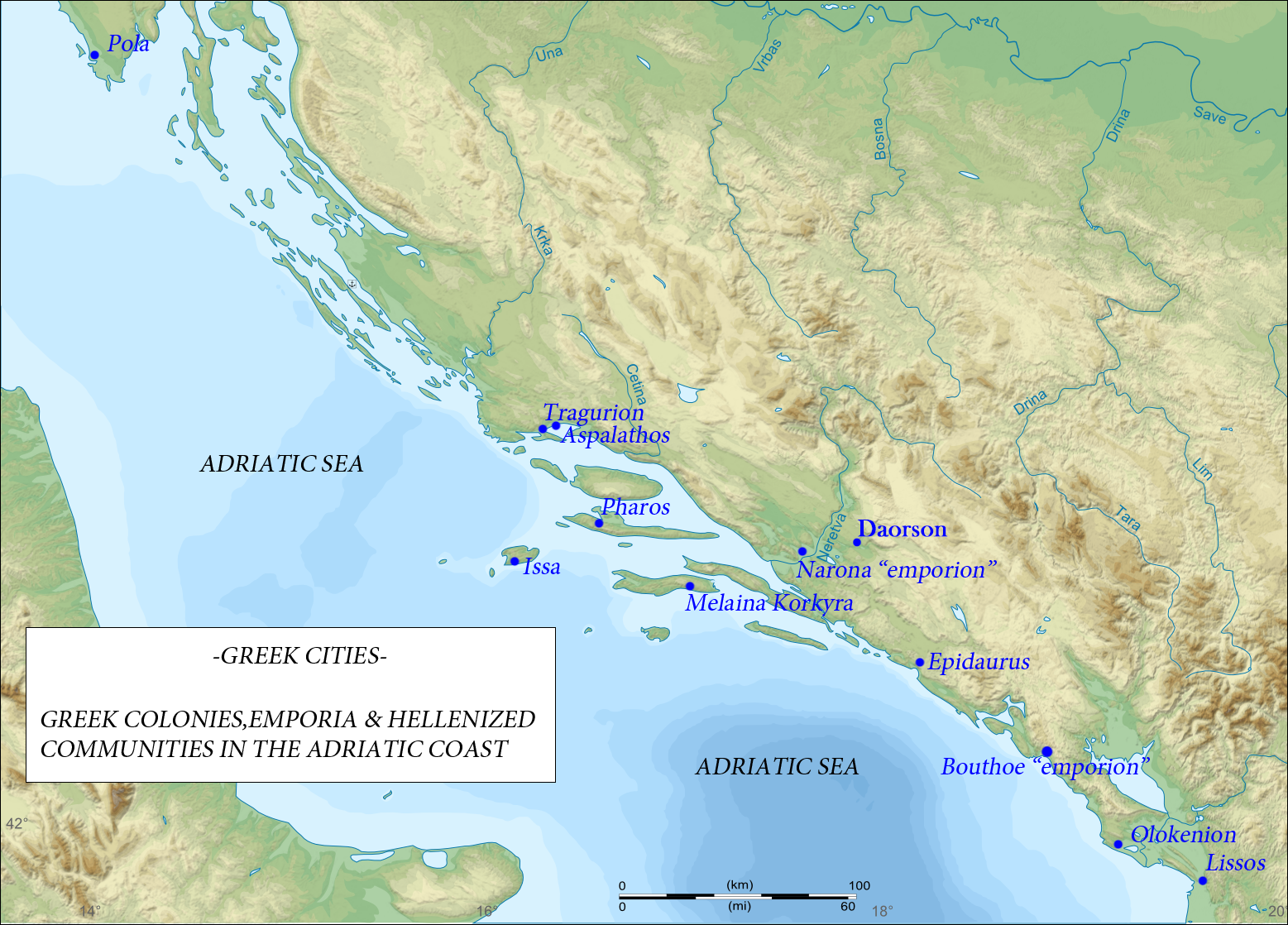
Kaart van de Adriatische zeeregio, met daarop enkele Illyrische stammen en de omvang van hun gebied.

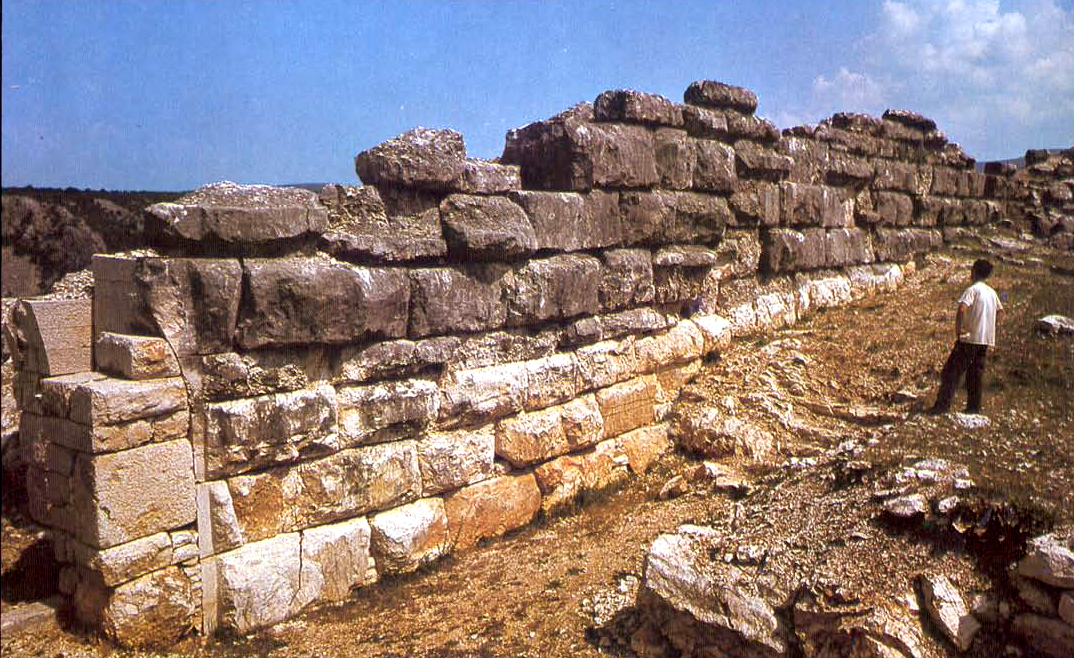
De muren van het oude Daorson, dat in Ošanići lag, in het hedendaagse Bosnië en Herzegovina.

Daorson was de hoofdstad van een Hellenistische stam in Illyrië, de Daorsi (Grieks: Δαόριζοι, Δαούρσιοι). De Daorsi leefden in de vallei van de Neretva rivier tussen 300 v.Chr. en 50 v.Chr. Overblijfselen van Daorson werden aangetroffen in Ošanići, in de buurt van Stolac, Bosnië en Herzegovina. Waarschijnlijk is de naam Daorsi ook afgeleid van de naam Daorson, of andersom.

## Geschiedenis
Daorson was een stad rondom een centraal fort (een acropolis), omgeven door cyclopische muren, net zoals Mycene in Griekenland. Op de acropolis lagen waarschijnlijk alle administratieve, publieke en religieuze gebouwen. De muur reikte van het zuidwesten tot het noordoosten en was 65 meter lang, en 4,2 meter dik. De muur is 4,5 tot 7,5 meter hoog met verscheidene poorten en torens. De Daorsi spraken een Griekse taal, en gebruikten ook het Griekse alfabet. Ook werd er veelvuldig gehandeld met de Grieken.
Er zijn overblijfselen van verscheidene amforen, die gebruikt werden voor het opslaan van wijn, gevonden in Daorson, samen met enkele keramieken fragmenten. De meest waardevolle vondst die kan worden toegeschreven aan de Daorsi is een bronzen helm die versierd is met verschillende Griekse mythologische figuren, zoals Aphrodite, Nikè, Heli, Dionysus, Muze, Pegasus. De helm vertoond overeenkomsten met een helm die in Macedonië gevonden werd. De overblijfselen van een granieten sculptuur van Kadmos en Harmonia werd ook gevonden. Archeologen vonden ook een klein huis waar een muntenfabriek gevestigd was, waar men 39 verschillende munten ontdekte. Op de meeste van deze munten is koning Ballaios te zien, die na 168 v.Chr. regeerde. Op sommige munten was een Griekse inscriptie met een afbeelding van een boot te zien. Geld was dan ook belangrijk voor de Daorsi; daardoor waren ze in staat onafhankelijk te blijven van de omliggende volkeren.
Nadat de Delmatae de Daorsi hadden aangevallen, zochten de Daorsi steun bij de Romeinen. Op het eiland Issa stonden ze de Romeinen bij met een sterke vloot. Na de Illyrische oorlogen kregen de Daorsi immuniteit van de Romeinen, d.w.z. een zekere autonomie.

## Daorson

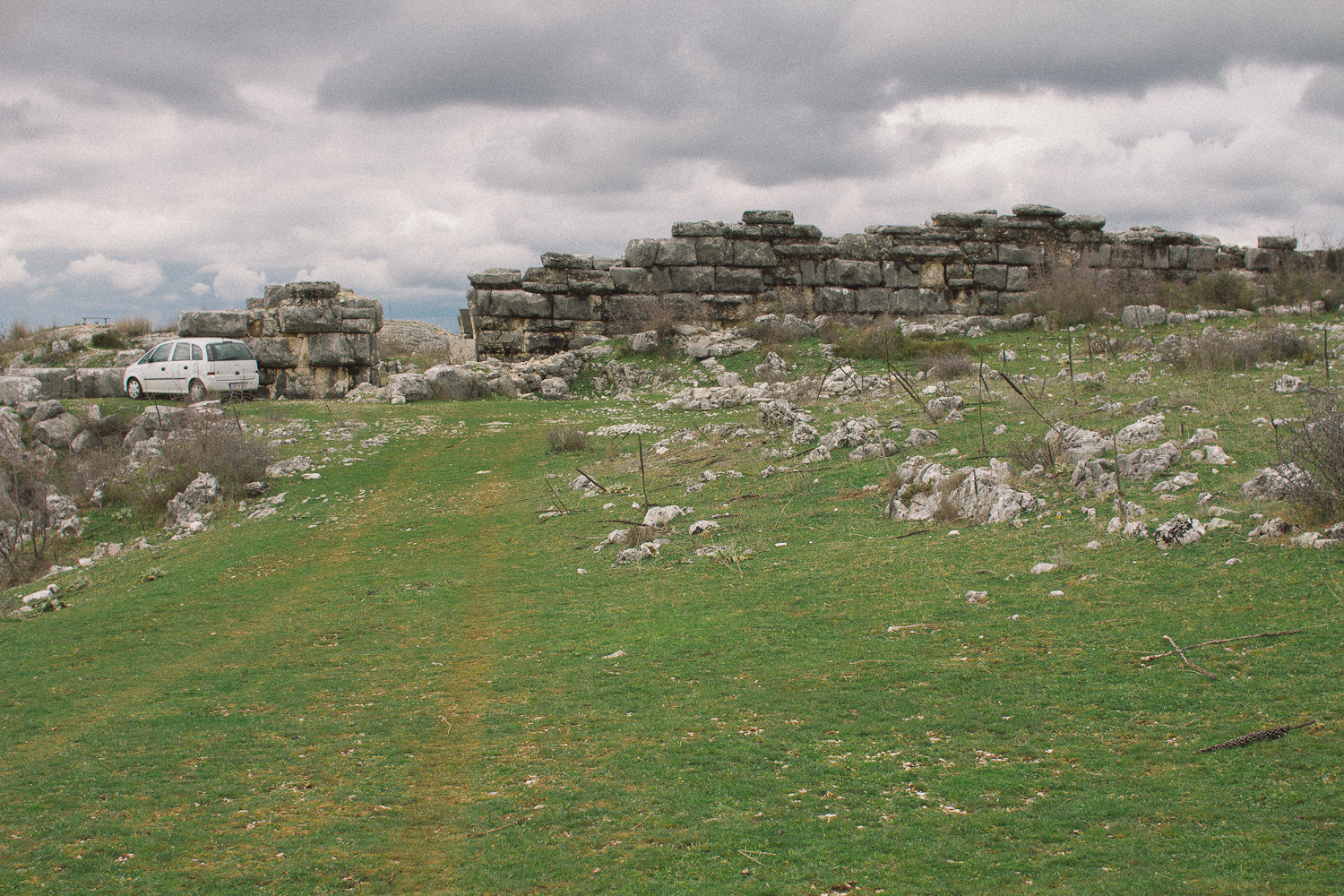
De overblijfselen van de buitenmuren van Daorson

De overblijfselen van Daorson bestaan uit drie groepen stenen. De middelste groep stenen ligt op een dominante heuvel in het centrum van Daorson, waar vroeger een heuvelfort of acropolis gelegen heeft. De westkant bestond uit terrassen op de helling, en op de oostkant was het gebied buiten de acropolis waar de commerciële districten lagen, met handelskantoren en de werkplaatsen van ambachtslieden.
Het heuvelfort was gebouwd op een prehistorisch versterkte nederzetting dat daar van 1700 v.Chr. – 900 v.Chr. had gelegen. De Daorsi stichtten daar Daorson. Rond de 1ste eeuw v.Chr. kwam er een eind aan Daorson; De Delmatae veroverden de stad en maakten hem met de grond gelijk. De Daorsi hebben nooit een nieuwe stad gebouwd op de ruïnes van Daorson. Verder was er een megalithische muur, die rond de 4e eeuw v.Chr. werd gebouwd. De rest van de acropolis stamt uit de tijd daarna.